# Судноплавство
Судноплавство — використання водних шляхів (морів, річок, озер, каналів та інше) для руху суден.

Круїзний лайнер

За призначенням судноплавство розрізняють на:
- торговельне, що служить для перевезення вантажів і пасажирів;
- промислове (промисел риби, морських звірів і таке інше).

За районами плавання поділяється на:
- каботажне;
- закордонне.